# Crucifix Berlinghieri de Rome
Le Crucifix  Berlinghieri de Rome est un crucifix peint  en  tempera et or sur bois, réalisé vers 1250-1260 par le cercle de Bonaventura Berlinghieri, conservé Galerie nationale d'art ancien du palais Barberini de Rome.

## Histoire
Le Crucifix peint provient de l'Oratoire San Donnino de Lucques.
Il fut d'abord attribué à Berlinghiero Berlinghieri  (Siren, Toesca, Lazareff et Hermanin) puis finalement à son fils Bonaventura (Sandberg, Vavala et Garrison) ou à son atelier.

## Description
Le Crucifix respecte les conventions du Christus triumphans, Christ mort mais triomphant sur la croix, issue de l'iconographie religieuse gothique médiévale  occidentale (qui sera à son tour remplacé, par le Christus patiens, résigné à la mode byzantine de Giunta Pisano et ensuite, à la pré-Renaissance, par le Christus dolens des primitifs italiens).
Attributs du Christus triumphans montrant la posture d'un Christ vivant détaché des souffrances de la Croix :
- Tête relevée (quelquefois tournée vers le ciel), auréolée,
- yeux ouverts,
- corps droit,
- du sang peut s'écouler des plaies.
- les pieds ne sont pas superposés.

Scènes complémentaires des tabelloni
- Marie et Jean sont représentés en entier de chaque côté des flancs du Christ, sur fond d'or, en figure de douleur, surmontant les représentations du bon et du mauvais larron, tous deux sur leur croix.
- Les extrémités horizontales de la croix à fond bleu affichent chacune deux des quatre figures du Tétramorphe (les individus ailés représentant les évangélistes).
- En haut en cimaise, au-dessus du titulus à fond rouge à l'inscription de l'INRI, Christ rédempteur bénissant entouré de deux anges avec son auréole en clipeus.
- En soppedaneo, au pied de la croix... (scène indistincte : probablement l'habituel sommet du Golgotha surmontant le crâne d'Adam).